# Булдигіно
Булди́гіно (рос. Булдыгино, ерз. Булдыга) — село у складі Зубово-Полянського району Мордовії, Росія. Входить до складу Мордовсько-Полянського сільського поселення.
Населення — 239 осіб (2010; 241 у 2002).
Національний склад станом на 2002 рік:
- мордва — 99 %